# Богуцкий, Юрий Петрович
Юрий Петрович Богуцкий (укр. Юрій Петрович Богуцький; 24 сентября 1952, Николаевка, Херсонская область — 14 мая 2019, Киев) — украинский политик и учёный-политолог, министр культуры и искусств (1999, 2001—2005), министр культуры и туризма (2006—2007).
Государственный служащий 1-го ранга.

## Образование
Проходил обучение в Херсонском училище культуры по специальности «Режиссёр». В 1975 году окончил Киевский государственный институт культуры, специальность «Клубный работник высшей квалификации, руководитель театрального коллектива». В 1986 году окончил Высшую партийную школу при ЦК КПУ по специальности «Политолог».
Профессор (1997), кандидат философских наук (2001).

## Трудовая деятельность
1975—1977 — заведующий отделом, режиссёр-руководитель в Дворце культуры текстильщиков, Херсон.
1977—1979 — лектор, заместитель заведующего отделом пропаганды и культурно-массовой работы Херсонского ОК ЛКСМУ.
1979—1984 — комсорг, инструктор, заместитель заведующего отделом пропаганды и культурно-массовой работы ЦК ЛКСМУ.
1984—1988 — инструктор отдела культуры Киевского ГК КПУ.
1988—1991 — секретарь, второй секретарь Ленинского РК КПУ города Киева.
1991—1992 — заместитель министра культуры Украины.
1992—1994 — помощник президента Украины по вопросам духовного возрождения.
1994—1995 — и. о. профессора кафедры теории и практики культуры Института повышения квалификации работников культуры, Киев.
1995 — заместитель председателя совета Фонда содействия развитию искусств Украины, Киев.
1995 — и. о. профессора Института повышения квалификации работников культуры, Киев.
1995—1997 — советник, 1997—1999 — помощник премьер-министра Украины.
1999 — руководитель Управления по гуманитарным вопросам Администрации президента Украины.
4 августа — 7 декабря 1999 — министр культуры и искусств Украины.
1999—2000 — заместитель главы — руководитель Главного управления анализа и прогнозирования внутриполитических вопросов, с 2000 — заместитель главы — руководитель Главного управления по вопросам внутренней политики Администрации президента Украины.
30 мая 2001 — 3 февраля 2005 — министр культуры и искусств Украины.
2005—2006 — заместитель руководителя Аппарата Верховной Рады Украины.
1 ноября 2006 — 18 декабря 2007 — министр культуры и туризма Украины.
2007—2010 — заместитель главы Секретариата президента Украины.
В 2010 году был назначен советником президента Виктора Януковича.
5 июля — 24 декабря 2010 — председатель Государственного комитета Украины по делам национальностей и религий.
2010—2013 — первый заместитель министра культуры Украины.
2013—2014 — советник президента Украины — руководитель Главного управления по вопросам гуманитарного развития Администрации президента Украины.
2014—2019 — советник президента Петра Порошенко.
1 ноября 2018 года был включён в санкционный список России.

## Личная жизнь
Был женат, имел двух дочерей.

## Награды и звания
- Орден «За заслуги» I степени (30 ноября 2009 года) — За значительный личный вклад в социально-экономическое, научно-техническое и культурное развитие Украины, весомые достижения в трудовой деятельности, многолетний добросовестный труд и по случаю годовщины подтверждения всеукраинским референдумом 1 декабря 1991 года Акта провозглашения независимости Украины[8].
- Орден «За заслуги» II степени (2004).
- Орден «За заслуги» III степени (22 августа 2002 года) — за значительный личный вклад в государственное строительство, многолетний добросовестный труд и высокий профессионализм[9].
- Орден Дружбы (19 января 2004 года, Россия) — за большой вклад в укрепление дружбы и сотрудничества между народами Российской Федерации и Украины[10].
- Командор ордена Заслуг перед Республикой Польша (2005 год, Польша)[11].
- Командор 1-го класса ордена Святого Григория Великого (11 декабря 2001 года, Ватикан)[12][13].
- Заслуженный деятель искусств Украины (1997).
- Почётная грамота Кабинета Министров Украины (12 сентября 2002 года) — за многолетний и добросовестный труд, весомый личный вклад в обеспечение возрождения, сохранения и развития украинской культуры и искусств[14].
- Почётная грамота Верховной Рады Украины (2002).
- Орден святого равноапостольного великого князя Владимира III степени (2013, РПЦ) — во внимание к трудам на благо Церкви и в связи с 1025-летием Крещения Руси[15].